# Manu Chao
Manu Chao (Paris, 21 de junho de 1961), cujo nome completo é Jose-Manuel Thomas Arthur Chao, é um músico franco-espanhol.

## Biografia
Algumas vezes usou o pseudônimo Oscar Tramor. Seu pai é um conhecido escritor galego de Vilalba, Ramón Chao e sua mãe  Felisa Ortega, nascida em Bilbao, País Basco. Manu cresceu bilíngue, influenciado pela crescente cena punk que se desenvolvia na França. Na adolescência, chegou a tocar em algumas formações, incluindo o grupo rockabilly Hot Pants.
O grupo lançou uma demo intitulada "Mala Vida" em 1984, que recebeu muitos elogios críticos locais, mas, de outra forma, ganhou pouca atenção. No momento em que o grupo lançou seu primeiro álbum em 1986, a cena de música alternativa parisiense tomou voo, e Manu, seu irmão Antoine Chao, e amigos como Alain de Les Wampas, formaram Los Carayos para incorporar esse som com os estilos rockabilly e punk rock de Hot Paints. Los Carayos permaneceu um projeto paralelo dos artistas por oito anos, lançando três álbuns nos dois primeiros anos, seguido de um álbum final em 1994.
Em 1987 ele formou Mano Negra, um grupo multirracial com seu irmão Antoine (trompete) e seu primo Santiago Casiriego (bateria). Eles começaram a tocar no metrô de Paris e, em seguida, fizeram uma explosiva mistura musical: rock, rumba, hip-hop, salsa, raï e punk, cantada em francês, espanhol, inglês e árabe. Manu escreveu canções e foi o líder visível. Em Junho de 1988 eles lançaram seu álbum de estreia intitulado com o nome que batizou seu estilo peculiar: Patchanka. A rumba energético "Mala vida" era a sua apresentação, e o grupo logo ganhou uma reputação de eletrizante banda ao vivo.
O nome é uma homenagem a uma organização anarquista que operava na Espanha na época. O primeiro single do Mano Negra foi Mala Vida, e seu grande sucesso na França rendeu ao grupo um contrato com a gravadora Virgin.
Em 1992, o Mano Negra fez uma turnê pela América Latina. Mas não foi uma turnê comum: os integrantes da banda viajavam de barco, ao lado de atores e de um circo, tocando em cidades portuárias ao longo de toda a costa do continente. Um dos momentos mais marcantes aconteceu no Rio de Janeiro, durante a convenção mundial ECO-92: na Praça dos Arcos da Lapa, o Mano Negra fez um show que contou com a participação de Jello Biafra, da banda estadunidense Dead Kennedys.
Em 1995, o Mano Negra mudou-se para a Espanha, onde Manu montou um projeto paralelo, o Radio Bemba Sound System, junto com outros integrantes. Essa mistura causou atritos internos, o que levou ao fim do Mano Negra. No mesmo ano participou da gravação do novo álbum do Skank, O Samba Poconé, cantando nas faixas "Zé Trindade", "Sem Terra" e "Los Pretos".
Sem banda, Manu voltou para a América do Sul e passou os anos que se seguiram viajando com seu violão e gravando apenas ocasionalmente, sem compromisso. O resultado musical de suas viagens, o disco Clandestino, foi lançado em 1998. A repercussão inicial foi tímida, mas Clandestino acabou sendo um grande sucesso na França e na América Latina (em especial no Brasil), apesar de suas letras serem uma mistura de inglês, francês, espanhol, galego e português. Músicas como "Desaparecido" e a faixa-título tocaram nas rádios e tiveram ótima repercussão.
Em 1997 conhece a cereanse Germana Navarro Fernandes, com quem tem um filho, o hoje artista Kirá Fernandes Chao.

### Anos 2000
Em 2000, no Rio de Janeiro, Manu Chao participou do Free Jazz Festival. No evento, fez shows bem-sucedidos e assistidos por Caetano Veloso e outros artistas brasileiros. Encerrou o seu turnê pelo Brasil, se apresentando num acampamento do MST em Ocara, no interior do Ceará.
Em junho de 2001, o cantor lançou seu segundo disco, Proxima Estacion: Esperanza, com mais influências de música caribenha.
Em 2005, gravou a música Soledad Cidadão, numa participação especial para Os Paralamas do Sucesso. Ainda no mesmo ano, Manu Chao se apresentou em Porto Alegre, no Fórum Social Mundial.
Além disso, Chao gravou a canção Me Llaman Calle,  que é a música tema do filme Princesas.
Manu Chao participou em 2010 da Virada Cultural Paulista se apresentando nas cidades de Araraquara e Santos. Sua visita ao Brasil também passou por Belém.
Em 13 de fevereiro de 2011, Manu Chao realizou um show gratuito no Centro Cultural da Juventude (CCJ) Ruth Cardoso, no bairro da Vila Nova Cachoerinha, na zona norte da cidade de São Paulo. Em novembro do mesmo ano, também se apresentou nos Jogos Universitários InterUNESP, na cidade de Marília, interior do Estado de São Paulo.
Ainda em 2011, participou do XIII FICA (Festival Internacional de Cinema e Vídeo Ambiental), na Cidade de Goiás - também conhecida como Goiás Velho -, no Estado de Goiás.
Em 2 de fevereiro de 2013, se apresentou gratuitamente em Fortaleza, no Ceará. A apresentação intimista aconteceu no fim de tarde do Titanzinho.
A banda brasileira Tihuana gravou uma versão de Clandestino, música do disco homônimo de Manu, em seu álbum de estreia, Ilegal, de 1999.

### Anos 2020
O álbum mais recente de Chao, Viva Tu, foi lançado em 20 de setembro de 2024. Foi precedido por dois videoclipes para as canções, "Viva Tu" e "São Paulo Motoboy", lançados em 29 de maio de 2024 e 26 de junho 2024, respectivamente.

## Álbuns solo
- Clandestino (Virgin - 1998)
- Próxima Estación: Esperanza (Virgin - 2001)
- Radio Bemba Sound System (ao vivo) (Virgin - 2002)
- Babylonia en Guagua DVD (Virgin - 2002)
- Sibérie m'était contéee (Autoproducido - 2004)
- La Radiolina (K Indústria - 2007)
- Viva Tu (2024)